# Drents heideschaap

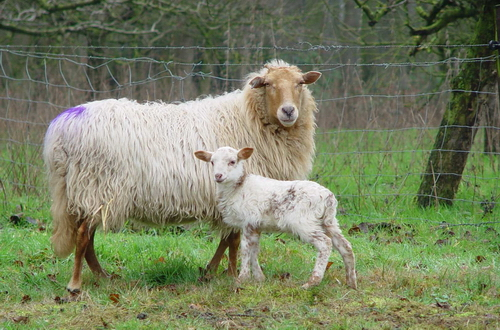
Drents heideschaap

Het Drents heideschaap is het oudste schapenras in West-Europa, aldus de Nederlandse Fokkersvereniging "het Drents Heideschaap". Migranten brachten het ras waarschijnlijk vanuit Frankrijk mee naar Nederland, waar het al vanaf 4000 v.Chr voorkomt, met name in Drenthe.
Kenmerken van het Drents heideschaap zijn een ranke bouw, een lange wollige staart die tot voorbij de hakken kan reiken, stugge en wat sluike wol, doffe beharing op kop en poten en een rechte neus. Er zijn allerlei kleuren mogelijk, maar bonte zwart-witte dieren zijn niet erkend.
Het ras wordt verdeeld in het oude en het nieuwe type. Het nieuwe type is ontstaan uit kruisingen met het Schoonebeker heideschaap en heeft onder andere een krommere neus en kleinere hoorns. De meeste hedendaagse Drentse heideschapen zijn van het nieuwe type. Kuddes zijn onder andere te vinden in Nationaal Park Dwingelderveld met een schaapskooi buiten Ruinen en te Dwingeloo. Op het Holtingerveld tussen Havelte en Uffelte heeft de Stichting Holtinger Schaapskudde zo'n 400-600 schapen van het Drents heideschaap in een gescheperde kudde op de heide lopen. 's Nachts verblijven deze schapen in de schaapskooi. Ook op het Nationaal Park Sallandse Heuvelrug, gelegen tussen Holten en Nijverdal lopen Drentse Heideschapen. Op dit grootste heidegebied van West-Europa grazen meerdere kuddes met een totaal van 1600 schapen. De herder maakt gebruik van de schaapskooi gelegen in het gebied Twilhaar nabij de Paltheweg. De Stichting Schaapskudde Sallandse Heuvelrug faciliteert de gebouwen en het onderhoud van de enclave Twilhaar. Omdat de kuddes vaak te ver van de kooi grazen, overnachten ze binnen een afrastering.

## Gebruik
Het Drents heideschaap werd vooral gehouden om zijn mest, die onmisbaar was in de akkerbouw. Met de uitvinding van kunstmest werden veel schaapskuddes overbodig. Tegenwoordig wordt het Drents heideschaap gehouden om historische redenen en voor het begrazen van heidegebieden en duinen om deze in stand te houden. De lange stugge wol is geschikt om te vilten en te spinnen. Het vlees is opgenomen in de Ark van de Smaak van Slow Food. De grootste kudde heideschapen is te vinden in Sellingen, de Sellingen Bossen. Hier helpen zij mee met natuurlijk landschapsbeheer. Sinds 2018 bevindt zich op de Sallandse Heuvelrug een grote kudde die uiteindelijk moet bestaan uit drie kuddes die grazen op het aaneengesloten heideoppervlak van 1500 ha groot. Deze kuddes grazen in opdracht van Staatsbosbeheer, dat een begrazingsplan opstelt dat door een herder wordt uitgevoerd.
De textielontwerpster Claudy Jongstra verwerkt wol van haar eigen kudde Drentse heideschapen. Ze gebruikte het materiaal onder andere voor de film Star Wars: Episode I - The Phantom Menace.